# Viktor Chislean
Viktor Chislean (* 28. Februar 1982) ist ein ehemaliger moldauischer Gewichtheber.

## Karriere
Chislean nahm 2003 an den Weltmeisterschaften teil. Mit 257,5 kg erreichte er in Vancouver in der Klasse bis 56 kg den zehnten Platz. 2004 gehörte er zum Kader für die Olympischen Spiele. Kurz vor dem Wettkampf wurde er in Athen allerdings bei einer Dopingkontrolle positiv getestet und disqualifiziert. Vom Weltverband IWF wurde er anschließend für zwei Jahre gesperrt.